# Thore Lyreskog
Thore Konrad Vallis Lyreskog, född 24 juni 1925 i Jönköping, död 8 oktober 2013, var en svensk präst.
Lyreskog var från 1953–1958 verksam som missionär i Mishima i Japan. Han återvände därefter till Sverige, där han blev komminister i Sollefteå och Multrå församlingar 1962,, komminister i Bollnäs församling 1968, kyrkoherde i Bollnäs församling 1977, och kontraktsprost i Voxnans kontrakt 1979. Under sitt sista år innan pensioneringen var han verksam i Skutskärs församling.